# Venus Doom
Album Venus Doom je izšel 17.9.2007 in je trenutno zadnji album finske metal skupine HIM. Ta album je po besedah Frontmana Ville Vala najtrši album doslej. Ville je v temu albumu razpustil vso svojo jezo, saj je bilo obdobje 2005-2007 eno njegovih najtežjih obdobij, saj je v letu 2005 njegov prijatelj naredil samomor. V spomin prijatelju je Ville napisal pesem Kiss of Dawn ki je tudi na Venus Doomu. CD vsebuje doslej njihovo najdaljšo pesem z imenom Sleepwalking Past Hope, ki je dolga kar 10 minut. Najkrajša pesem doslej ki pa je tudi na temu albumu je akustična Song or Suicide(1:12). Album naj bi bil kot celota mešanica Metallice in My Bloody Valentine.